# Papa Sixt I
Sixt I (Roma?, ? - ídem, c.124/128) va ser el setè bisbe de Roma i el sisè successor de sant Pere. La seva biografia i el seu pontificat són pràcticament desconeguts, llevat de suposats decrets atribuïts de dubtosa veracitat. La cronologia del seu pontificat també és dubtosa, tot i que sí que se sap que la seva duració va ser aproximadament d'uns deu anys. S'acostuma a datar entre els anys 114/119 i el 124/128.
Considerat papa de l'Església Catòlica a la llista oficial de la Santa Seu, publicada a l'Annuario Pontificio, indica que fou el bisbe de Roma i va exercir el papat entre els anys 115 i el 125. No obstant això, a ell i als seus predecessors i successors fins segles més tard, se'ls considera només simples preveres que foren bisbes o caps de l'Església de Roma. Per tant, sense la consideració de màxima figura en la jerarquia eclesiàstica catòlica.
És venerat com a sant per l'Església Catòlica. Si bé apareix en diferents catàlegs amb la condició de màrtir, això ha estat posat en dubte per alguns estudiosos. La seva festivitat se celebra el 3 d'abril.

## Biografia
Pel que fa al seu origen, el Liber Pontificalis indica que era romà de naixement, concretament del districte de l'antiga Via Lata, fill d'un home anomenat Pastor segons el Liber. L'historiador de l'Església Caesar Baronius (1538-1607) va afirmar que el nom complet era Junius Pastor, segons que hauria mencionat un autor pagà. L'historiador Cormenin apunta que el seu pare es deia Helvedi.
Segons alguns autors antics i contemporanis, com Joan Damascè, Màxim el Confessor o Paul de Lagarde, Sixt fou l'autor d'una sèrie de frases curtes amb semblances a proverbis hebreus i al sermó de la muntanya, carregats de moralitat i de referències a Déu, però que no mencionen els apòstols ni Crist. Aquesta notable col·lecció de màximes morals i religioses, escrites en llengua grega, i traduïdes al llatí —amb moltes llibertats— per Rufí d'Aquileia, van ser molt llegides en l'Església antiga. Però no hi ha consens sobre la seva autoria. Altres erudits com Jeroni d'Estridó van considerar que era un treball massa proper a la filosofia clàssica i, per tant, al paganisme, mentre Gelasi I simplement va apuntar que eren els textos d'un heretge. Philip Schaff considera que són textos propers al panteisme i posa en dubte la seva autoria perquè el nom de Crist no figura cap vegada.

### Nom
Hi ha diverses teories sobre la procedència del nom Sixt. Sembla que deriva de Xystus, la versió original del nom dels tres primers papes anomenats així, i la que apareix en la documentació més antiga. Com la majoria dels papes dels segles I i II, Xystus és també un nom d'origen grec. Philip Schaff apunta que Sixtus va ser una deformació del nom original, tal com el pronunciaren els romans en llatí. Anura Gurugé, en canvi, indica que el nom grec deriva de xustos, que significa «llis» o «polit». Maxwell-Stuart afegeix que també significa «afaitat», quelcom que podria haver indicat una peculiaritat personal. Aquesta paraula també s'utilitza en el context de l'arquitectura per referir-se a un porxo cobert a l'aire lliure. Encara que es creu que va néixer a Roma, el seu nom, d'origen grec, impedeix afirmar-ho amb rotunditat.
Es creu que el nom també pogué ser adoptat per ell mateix, indicant que era el «sisè» successor en el bisbat de Roma des de sant Pere, sense comptar l'apòstol. De fet, l'autor de referència de la llista de papes, Ireneu de Lió, va començar a escriure la primera relació episcopal a partir d'una carta de Sixt dirigida al papa Víctor I sobre la qüestió de la Pasqua, mentre que la informació per als papes anteriors l'hagué de buscar en altres llistes. El fet que Ireneu no faci esment del nom Xystus permet a Gurugé afirmar que va ser un canvi que van fer els primers historiadors de l'Església, que van convertir la successió d'aquest papa en un joc de paraules. Per a Gurugé el nom, que pot significar «afaitat», té una relació directa amb la tonsura, car es creu que sant Pere va popularitzar aquest tallat de cabells que semblava una corona de llorer i que podria haver distingit els homes de l'Església primitiva. Per això que aquest nom podria haver estat adoptat pels sacerdots ordenats un cop tonsurats, el que podria explicar per què fou el nom papal més emprat durant els primers 500 anys d'història de l'Església.

### Pontificat

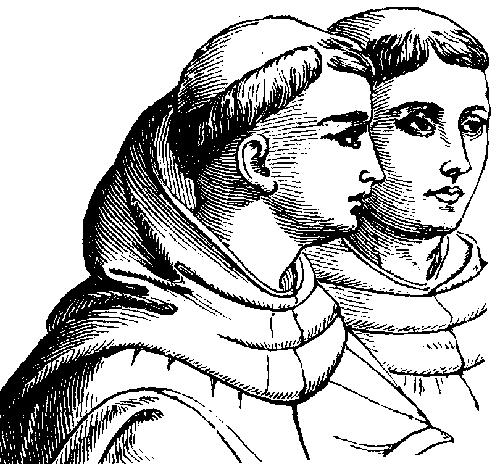
La forma de tallar-se els cabells anomenada tonsura podria haver estat un signe distintiu de Sixt I, basada en el seu nom grec Xystus, així com de molts altres sacerdots i bisbes que prenien aquest nom quan es tallaven els cabells d'aquesta forma.

Dins de la tònica general dels bisbes romans d'aquesta incipient Església, emprar el terme «papa» és incorrecte, en tant que, per si mateixa, l'Església romana distava molt de ser una diòcesi com s'entén actualment, cal entendre a Sixt i els seus homòlegs passats i futurs, fins a aproximadament el segle ix, com un bisbe o millor dit un simple prevere.
Els historiadors coincideixen que el pontificat de Sixt I va durar deu anys. Segons el Catàleg Liberià de la Cronografia del 354, Sixt va exercir el càrrec de bisbe durant 10 anys, 3 mesos i 21 dies durant el regnat d'Hadrià, concretament des del consulat de Niger i d'Apronià, que correspon a l'any 117, al de Verus i d'Ambibulus, el 126. La data de finalització és compartida amb el Liber Pontificalis però n'omet la d'inici. Eusebi de Cesarea difereix en dates en dues obres seves: en el seu Cronicó diu que va ser bisbe des del 114 al 124, mentre que en la seva Història de l'Església diu que ho fou del 114 al 128. El catàleg de papes de la Santa Seu, l'Annuario Pontificio indica que Sixt va exercir el seu pontificat entre els anys 115 i 125. Malgrat aquesta disparitat d'opinions, el context històric en què se situa Sixt I és el que s'ha anomenat en la història eclesiàstica com l'era post-apostòlica (100-140), que va des de la mort de l'apòstol Joan al regnat de Constantí el Gran. Tampoc hi ha unanimitat sobre aquesta divisió, ja que Schaff considera que l'era apostòlica i l'era post-apostòlica no presenten grans diferències.
En aquest període la institució eclesiàstica encara viu a l'ombra de l'Imperi Romà, després d'un primer segle d'història marcat per les persecucions de Neró (64) i la de Domicià (81-96), malgrat que es creu que aquesta darrera no va ser una persecució contra el cristianisme pròpiament dita. L'Església, que encara és de marcada tradició grega, comença a estendre la seva influència i creix ràpidament en nombre de fidels. Entre aquests hi ha els anomenats «gentils», que són conversos que no són de religió jueva, una tendència que anirà a l'alça i que provocarà la disminució progressiva de l'element judaic en l'església cristiana primitiva. Es començà a gestar una nova organització mentre augmentaren les expectatives mil·lenaristes i cada vegada hi havia més cristians que morien màrtirs. Els canvis experimentats per l'Església romana foren similars, però menys intensos, dels viscuts en ciutats més destacades en intel·lectualitat cristiana com Antioquia o Esmirna.
El govern romà, doncs, es veu afectat per l'existència d'aquesta religió i el seu creixement, i es crea una opinió pública en contra dels cristians i de l'Església. Per exemple, el regnat d'Hadrià, que es va mostrar més benèvol que els seus predecessors, va ser molt poc intervencionista en aquesta qüestió. La gran extensió territorial de l'imperi no li permetia controlar situacions locals o regionals concretes contra els cristians que podien desembocar en atacs o matances. Segons Philip Schaff, encara que no es va produir cap persecució, per la situació latent a l'imperi, l'actitud d'Hadrià hagués pogut ser més conciliadora si hagués volgut.
En referència a Sixt I, la informació concreta sobre ell és inexistent o bé escassa i, a més, de dubtosa veracitat. El Liber Pontificalis li atribueix tres decrets i diverses ordenacions que són difícilment creïbles en aquesta època. El primer decret que hauria impulsat és la prohibició als laics i les dones de tocar els calzes sagrats, quelcom que només els sacerdots podien fer. El segon obligava als bisbes convocats per la Santa Seu a mostrar una carta apostòlica de conformitat per a ser rebuts a llurs diòcesis. El tercer decret indicava que l'oficiant de la missa havia de recitar el Sanctus, conjuntament amb els fidels, abans del prefaci. Hi ha dubtes sobre l'autoria dels dos primers decrets, però del tercer es pot afirmar que no va ser aprovat per Sixt. Louise Loomis apunta que el Sanctus abans del prefaci de la missa és quelcom tant o més antic que el pontificat de Sixt, seguint l'opinió també de Louis Duchesne. El decret referent al calzes és un dels molts decrets sobre aquesta temàtica que s'atribueixen als primers bisbes de Roma en les llistes de papes. A més d'aquests decrets, segons el Liber també hauria ordenat i consagrat onze sacerdots, quatre diaques i quatre bisbes, quelcom que no va poder passar per la inexistència d'uns càrrecs eclesiàstics com a tals.

### Mort

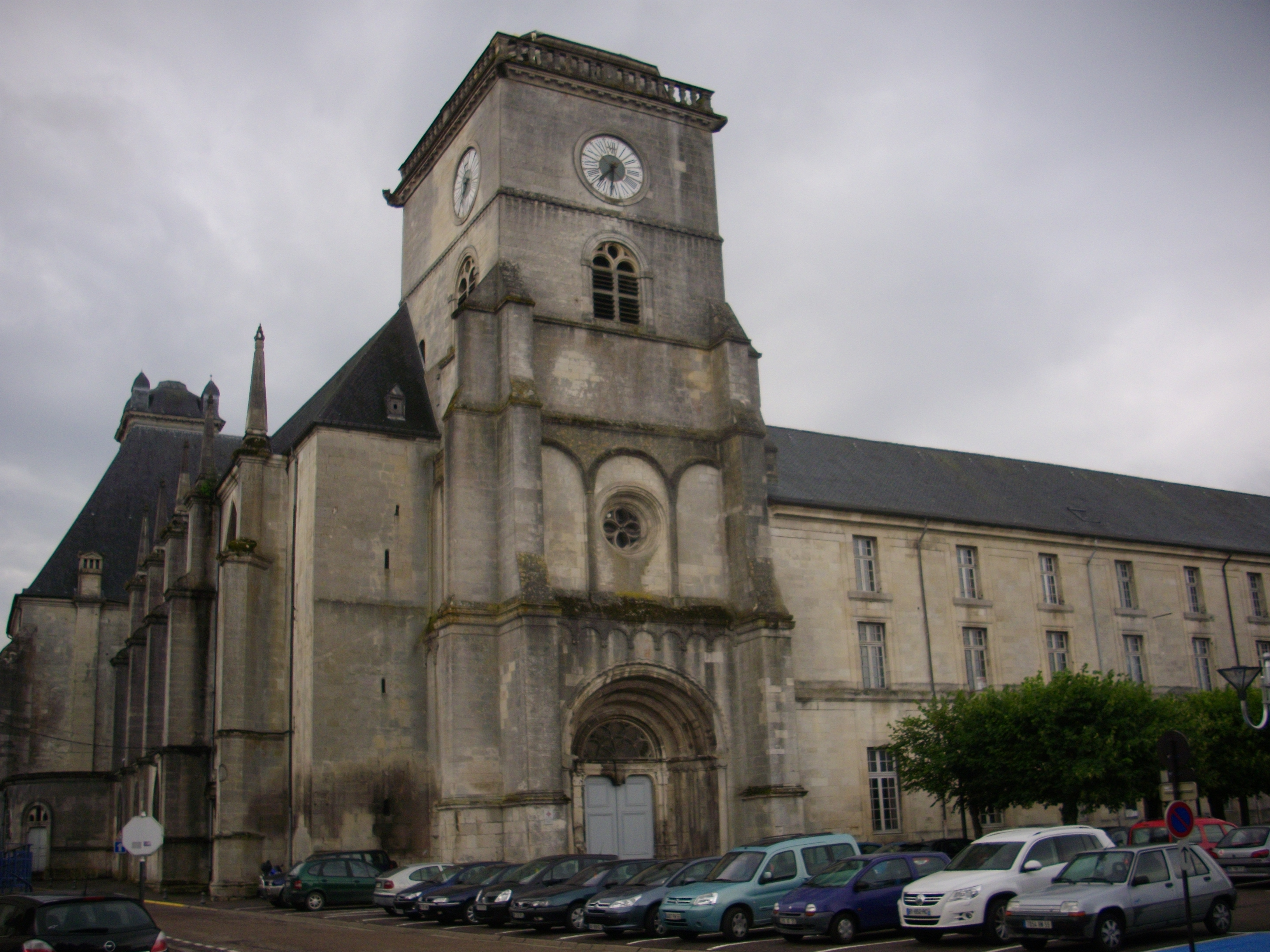
Església de l'abadia de Saint-Mihiel a Saint-Mihiel (Lorena), on s'haurien traslladat algunes de les suposades relíquies de Sixt I.

Va ser enterrat al Vaticà, prop de la tomba de sant Pere. Sixt I és considerat màrtir pel Catàleg Felicià, el Martyrologium Hieronymianum i a altres martirologis, però alguns historiadors han posat en dubte que morís realment màrtir. La seva festa actualment se celebra el 3 d'abril, que és la data recollida originalment al Liber Pontificalis i que actualment apunta el santoral. Durant el període medieval la celebració canvià de dia pel 6 d'abril, una data que fou inclosa en el Martirologi Romà fins a l'any 1922, en què es va restaurar la data original. El 6 d'abril és una data errònia que encara recullen algunes obres actuals. El nom Sixt apareix al cànon de la missa, però aquest, en realitat, fa referència al papa Sixt II, el martiri del qual és molt més celebrat que no pas el de Sixt I.
Sobre les seves suposades relíquies, hom creu que van ser traslladades a la ciutat d'Alatri l'11 de gener 1132 per Rainolfo, comte d'Alife, per concessió de l'antipapa Anaclet II. Aquest trasllat de les suposades restes del sant està documentat gràcies a una inspecció a la catedral d'Alatri el 1584 que demostrava que a l'altar dedicat hi havia unes restes allà des de l'11 de maig de 1156. El culte a aquest sant s'ha mantingut en aquesta ciutat i se celebra el trasllat de les restes el primer dimecres després de Pasqua. Altres veus consideren que les restes encara continuen a sota de la basílica de Sant Pere del Vaticà. D'altra banda, s'apunta que Climent X (1670-76) va donar algunes d'aquestes relíquies al cardenal de Retz, que les va guardar a l'abadia de Saint-Mihiel, a la Lorena, un fet que ja des del segle xix ha estat posat en dubte.